# Metatrichia
Metatrichia ist eine Gattung von Schleimpilzen aus der Ordnung der Trichiida. Sie umfasst sieben Arten.

## Merkmale
Die Fruchtkörper sind gestielte oder ungestielte Sporokarpe, die häufig Pseudoaethalien bilden. Das dickwandige, spröd-zerbrechliche Peridium ist ein-, zwei- oder dreilagig. Die äußere Lage ist glatt oder warzig skulpturiert. Das Capillitium besteht aus einfachen, verzweigten oder netzartigen, hohlen Fäden, die dunkelrot bis rotbraun sind, in polarisiertem Licht leuchten sie nicht, anders als die rötlichen bis braunen Sporen.

## Verbreitung
Die Gattung ist mit zwei ihrer Arten weltweit verbreitet (darunter Metatrichia vesparium, eine der häufigsten Schleimpilz-Arten weltweit). Drei weitere Arten sind aus Afrika bekannt, eine aus Jamaika und der Dominikanischen Republik und eine aus dem Raum Kassel.

## Systematik und Forschungsgeschichte
Die Gattung wurde 1964 von Bruce Ing erstbeschrieben, Typusart ist Metatrichia horrida aus Afrika. Die Gattung umfasst sieben Arten:
- Metatrichia floriformis
- Metatrichia rosea
- Metatrichia vesparium
- Metatrichia arundinariae
- Metatrichia floripara
- Metatrichia horrida
- Metatrichia paragoga

## Nachweise
Fußnoten direkt hinter einer Aussage belegen die einzelne Aussage, Fußnoten direkt hinter einem Satzzeichen den gesamten vorangehenden Satz. Fußnoten hinter einer Leerstelle beziehen sich auf den kompletten vorangegangenen Absatz.
1. ↑  Marie L. Farr: Myxomycetes. In: Flora Neotropica. Band 16. The New York Botanical Garden, New York 1976, ISBN 0-89327-009-1, S. 60.
2. 1 2 3  Hermann Neubert, Wolfgang Nowotny, Karlheinz Baumann: Die Myxomyceten Deutschlands und des angrenzenden Alpenraumes unter besonderer Berücksichtigung Österreichs. Band 1. Karlheinz Baumann Verlag, Gomaringen 1993, ISBN 3-929822-00-8, S. 225–226.
3. ↑  Michael J. Dykstra, Harold W. Keller: Mycetozoa In: John J. Lee, G. F. Leedale, P. Bradbury (Hrsg.): An Illustrated Guide to the Protozoa. Band 2. Allen, Lawrence 2000, ISBN 1-891276-23-9, S. 969 (englisch).